# Syncerus caffer caffer
El búfalo africano negro, búfalo del Cabo[cita requerida] o búfalo cafre (Syncerus caffer caffer)  es una subespecie de búfalo africano (Syncerus caffer) de la familia Bovidae  que está presente en las sabanas, donde forma manadas que pueden llegar a varios millares de individuos.

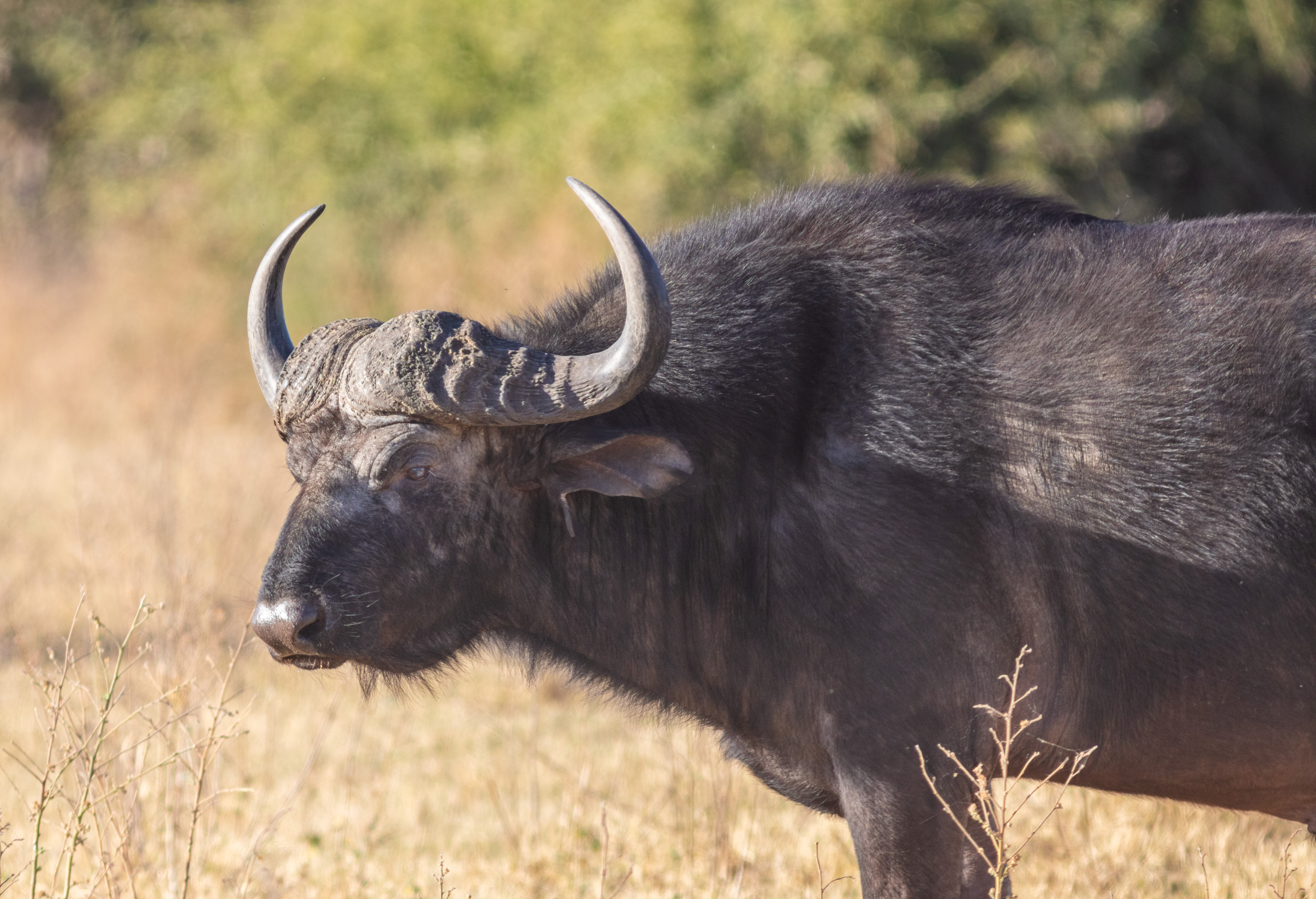
Ejemplar en el parque nacional de Chobe, Botsuana.

## Descripción
Syncerus caffer caffer es la subespecie típica, y la más grande, con grandes machos con un peso de hasta 910 kg (2.010 libras). presenta un cuello musculoso y la cabeza maciza, las patas son largas y dotadas de pezuñas anchas, sus patas delanteras son mucho más anchas que las traseras, ya que soportan el peso de la parte frontal del cuerpo, que es más pesado y más potente que la parte de atrás. El color de esta subespecie es más oscuro que el de Syncerus caffer llegando a ser casi negro, de ahí su nombre. El dimorfismo sexual es fácil de distinguir, al igual que en la especie Syncerus caffer, los machos son más grandes y poseen un color más oscuro, mientras que las hembras tienen uno más claro, ambos sexos presentan cuernos anchos y aplanados vueltos hacia atrás.

## Distribución geográfica
Se distribuye de forma discontinua al oeste del continente, llegando hasta Senegal, pero la mayor parte de los ejemplares se encuentran al sureste del continente. Durante la estación seca emigran al sur, a Angola, Sudáfrica, Botsuana, Zimbabue, y Mozambique; luego retornan a las grandes llanuras de Kenia, Tanzania y el sur de Etiopía.

## Hábitat
El búfalo africano negro vive en los pantanos y llanuras de inundación, así como pastizales y bosques de las principales montañas de África. Este búfalo prefiere hábitats con densa cobertura, tales como cañas y matorrales, pero también se puede encontrar en bosques abiertos. Aunque no es particularmente exigente con respecto al hábitat, requieren diariamente de agua, por lo que dependen de fuentes perennes de agua. Al igual que la cebra común Equus quagga, el búfalo puede vivir en las hierbas altas y gruesas. Las manadas de búfalos al comer las hierbas pueden dar paso a los herbívoros más selectivos. Los Búfalos no se quedan en las zonas pisoteadas o empobrecido por mucho tiempo.

## Conservación
Syncerus caffer caffer está catalogado como dependiente de conservación por la UICN, a diferencia de la especie, el Búfalo africano negro no está muy extendida, sin embargo sus poblaciones permanecerán sin cambios a largo plazo, ya que continúan persistiendo en un número considerable de parques nacionales, reservas equivalentes y zonas de caza en el sur y el este de África. En el pasado, los números de búfalos sufrieron su colapso más grave durante la gran epidemia de peste bovina de la década de 1890 , las cuales, junto con pleuroneumonía, causaron mortalidades tan altas como 95% entre el ganado e individuos silvestres. Los búfalos más grandes son objeto de valor como trofeos, aunque en algunas zonas, los búfalos están siendo cazados por su carne.